# Marianne Maderna
Marianne Maderna (* 6. März 1944 in Wien) ist eine österreichische Installationskünstlerin.

## Leben
Madernas Mutter Katharina war Lektorin, ihr Vater der Jugendbuchautor Karl Bruckner. Maderna besuchte von 1959 bis 1964 die Graphische Lehr- und Versuchsanstalt in Wien und wanderte danach in die USA aus. 1964 kehrte sie nach Österreich zurück und absolvierte 1969 die Akademie der bildenden Künste Wien (Diplom 1972). 1991 erhielt sie den Würdigungspreis des Landes Niederösterreich und 1996 den Preis der Stadt Wien für Bildende Kunst. Maderna lebt in Wien und Aggsbach-Dorf in Niederösterreich. 2014 beteiligte sie sich an der Gründung des MMMuseums in der Kartause Aggsbach.
Werke befinden sich in Sammlungen der Artothek des Bundes im 21er Haus, Wien; Blickle-Foundation, Museum des 21. Jh.; Generali Foundation; in der Graphischen Sammlung Albertina, MUSA-Sammlung der Stadt Wien, Kunstmuseum Lentos, Niederösterreichisches Landesmuseum und Österreichischer Skulpturenpark.

## Werk
Marianne Maderna ist eine interdisziplinäre Installationskünstlerin und Performerin. Sie thematisiert gesellschaftlich relevante Themen zur conditio humana. Dabei verbindet sie Skulptur, Video, Zeichnung, Indurance-Performance, freie Musik und lyrische Texte. Sie untersucht und findet neue Formulierungen zu menschlichen Verhaltensmustern und hierarchischen Systemen. 2005 bemalte sie bei einer Kletter-Performance einen Wiener Flakturm aus dem Zweiten Weltkrieg mit Graffiti. 2013 präsentierte sie in der Dominikanerkirche Krems ihr Weltentheater Humanimals, 

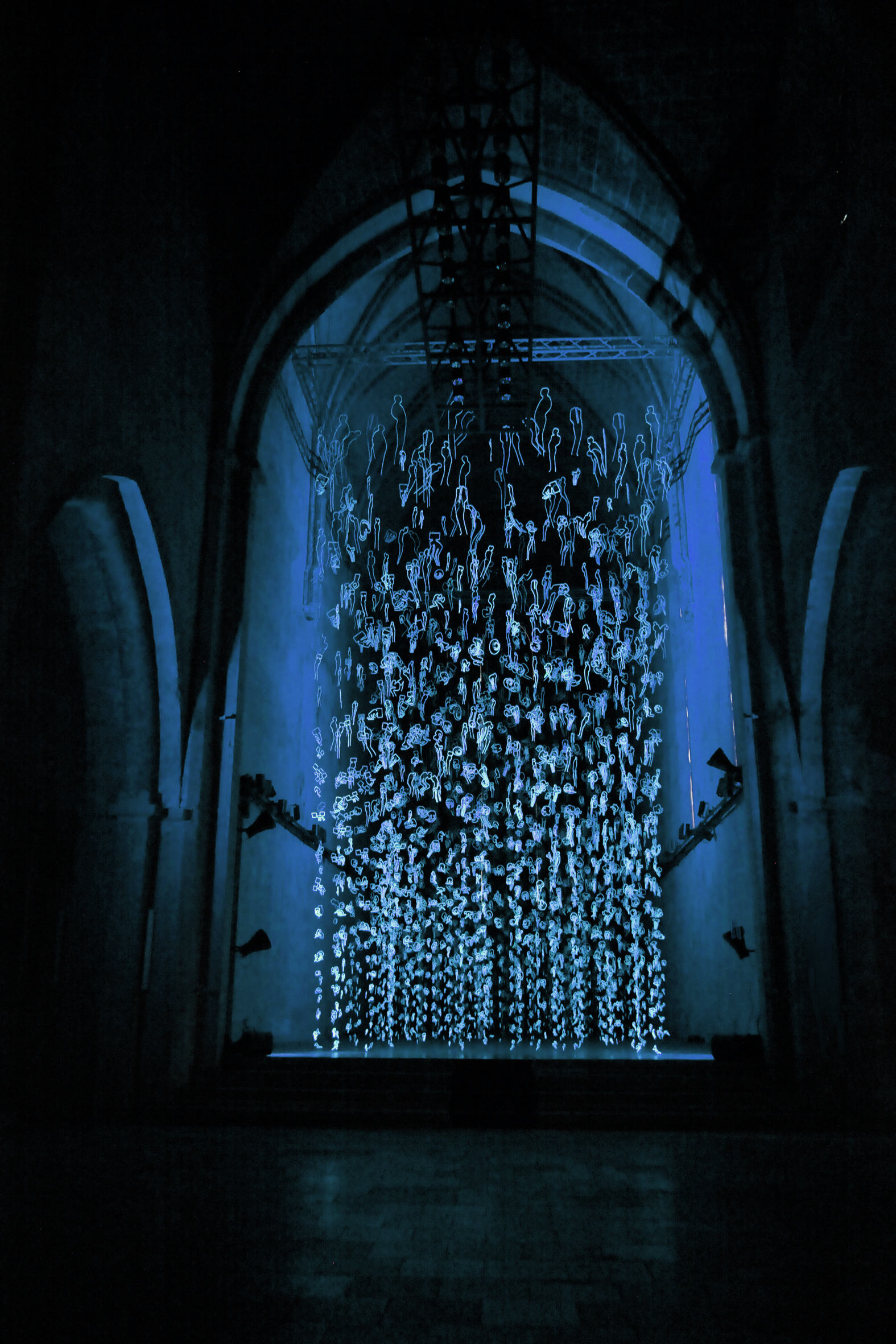
Marianne Maderna: Humanimals, Skulptureninstallation Dominikanerkirche/Krems Zeitkunst, Niederösterreich 2013

 eine Großraum-Installation mit tausenden nachtleuchtenden Schwebe-Skulpturen und einer handgezeichneten 3-D-Animation als begehbare Video-Projektion. Im selben Jahr schritt sie mit selbstkonstruierten Wasserschuhen als „Päpstin“ über die Donau. 2015, anlässlich der 650-Jahr-Feier der Universität Wien, stellte Marianne Maderna 36 Büsten berühmter Frauen den permanent installierten 153 Büsten und Gedenktafeln männlicher Honoratioren gegenüber. 

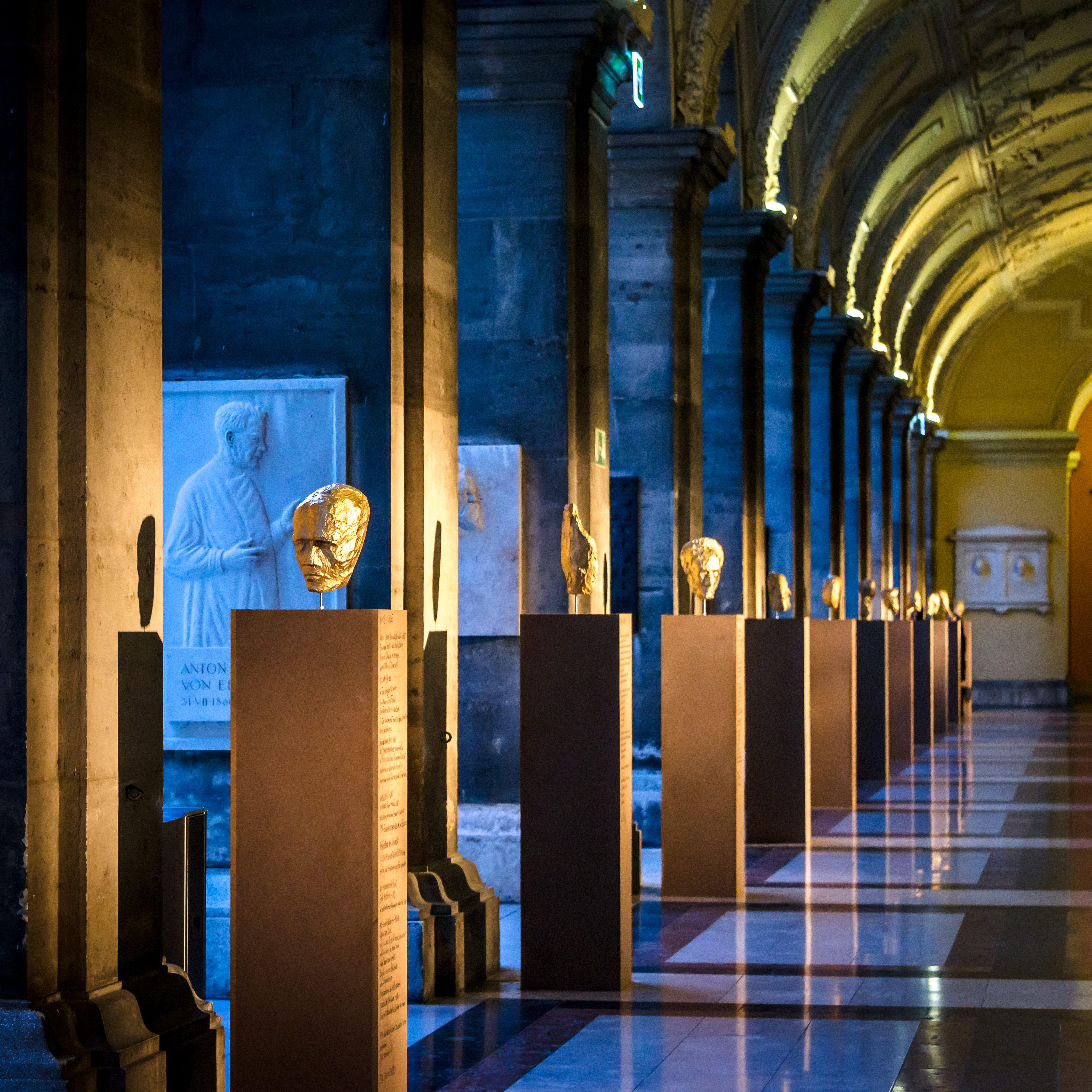
Marianne Maderna: Radikal Busts, Skulptureninstallation anlässlich der 650 Jahr-Feier der Universität Wien

## Einzelausstellungen
- 2015  Radical Busts, Arkadenhof der Universität Wien
- 2014  Gründung des MMMuseums in der Kartause Aggsbach.
- 2013  Humanimals, Dominikanerkirche/Krems, Zeitkunst Niederösterreich
- 2011  Mighties & Frighties & Academy mm, Palais Kabelwerk/Artspace, Wien
- 2006  One To, kunsthaus muerz, Mürzzuschlag
- 2005  One To, Akademie der bildenden Künste Wien
- 2005  Budhinen, Christinen, …, Installation und Graffiti-Performance, Flakturm Arenbergpark, Wien
- 1996  Das erste Haus, Architekturzentrum MuseumsQuartier, Wien
- 1991  Raum und Ausgang, Wiener Secession
- 1987  Skulpturen im Umraum, Wiener Secession
- 1984  Skulpturen und Zeichen, Landesmuseum Niederösterreich, Wien
- 1982  Marianne Maderna, Wiener Secession

## Kataloge
- Radical Busts, mit Texten von Maia Damianovic, Sigrid Schmitz, und Luce Irigaray. Poems: Marianne Maderna.
- Humanimals. Zeitkunst Niederösterreich. Mit Texten von: Eva Badura, Maia Damianovic und Alexandra Schantl. Verlag für moderne Kunst, Nürnberg 2013, ISBN 978-3-86984-445-9.
- Historysteria, mit Texten von: Kerstin Braun, Jacques Derrida, Sophie Freud, Elisabeth List, Elisabeth von Samsonow, u. a. Springer, Wien, New York 2008, ISBN 978-3-211-75582-2.
- Raum und Ausgang, mit Texten von Jacques Derrida, Hildegunt Amanshauser, Ulli Moser, Marianne Maderna. Wiener Secession, Wien 1991, ISBN 3-900803-45-5.
- Raum und Ausgang, mit Faksimile-Text. Triton Verlag, Wien 1997, ISBN 3-19-131069-X.